# Michael Bennet
Michael Farrand Bennet mais conhecido como Michael Bennet(Nova Délhi, 28 de novembro de 1964) é um empresário, advogado e político estadunidense. Ele é atualmente senador pelo Colorado e um membro do Partido Democrata.

## Biografia
Nascido em 28 de novembro de 1964  em Nova Délhi. É filho do executivo Douglas J. Bennet, e da dona de casa Susanne Bennet née Klejman.

### Carreira política
Bennet iniciou sua carreira política em 1988 quando foi assessor do governador do Ohio Richard Celeste, em 2005 foi nomeado pelo prefeito John Hickenlooper Superintendente de educação de Denver, cargo qual ocupou até 2009, quando foi nomeado pelo governador Bill Ritter senador do Colorado, substituindo Ken Salazar.

### Vida pessoal
Bennet é casado com Susan Daggett, e têm três filhos: Caroline, Halina e Anne.